# Canberra Day
Canberra Day (la journée de Canberra) est un jour férié, le deuxième lundi de mars, dans le Territoire de la capitale australienne, pour célébrer le baptême de Canberra, la capitale fédérale australienne. Canberra a reçu officiellement son nom lors d'une cérémonie le 12 mars 1913 de Lady Denman, l'épouse du gouverneur général Lord Denman. 
À l'origine, elle était célébrée le troisième lundi de mars. Le 3 mars 2007, le ministre du territoire, Andrew Barr, présente un projet de loi visant à changer la date au deuxième lundi de mars, qui se révèle plus proche de la date réelle d'anniversaire de ce baptême.
| 2020  | 2021  | 2022  | 2023  | 2024  | 2025  | 2026  | 2027  | 2028  | 2029  | 2030  |
| ----- | ----- | ----- | ----- | ----- | ----- | ----- | ----- | ----- | ----- | ----- |
| 09/03 | 08/03 | 14/03 | 13/03 | 11/03 | 10/03 | 09/03 | 08/03 | 13/03 | 12/03 | 11/03 |